# Heribert Vollmer
Heribert Vollmer (* 15. Oktober 1964 in Schmallenberg-Bad Fredeburg) ist ein deutscher Informatiker und Hochschullehrer.

## Leben
Vollmer besuchte bis 1974 die Grundschule in Bödefeld. Danach wechselte an das August-Macke-Gymnasium in Meschede. Nach seinem Abitur im Jahr 1984 studierte er Computerlinguistik in Koblenz an der Erziehungswissenschaftlichen Hochschule Rheinland-Pfalz mit dem Abschluss Master of Science im Jahr 1989. Anschließend war er zwei Jahre lang wissenschaftlicher Mitarbeiter an der Johann Wolfgang Goethe-Universität Frankfurt am Main im Fachbereich für Mathematik und Informatik.
Nachfolgend war Vollmer in der Zeit von 1991 bis 1994 wissenschaftlicher Mitarbeiter und von 1995 bis 2000 wissenschaftlicher Assistent an der Julius-Maximilians-Universität Würzburg. Nach seiner Promotion im Februar 1994 in Würzburg am Lehrstuhl Theoretische Informatik von Professor Klaus W. Wagner besuchte  er zwischenzeitlich von 1994 bis 1995 die University of California, Santa Barbara. Im Juli 2000 habilitierte Vollmer an der Julius-Maximilians-Universität Würzburg. Anschließend war er dort am Lehrstuhl Theoretische Informatik als Privatdozent tätig. Im Jahr 2002 erhielt er den Lehrstuhl für Theoretische Informatik an der Gottfried Wilhelm Leibniz Universität Hannover. Zudem ist er aktuell Leiter des Instituts für Theoretische Informatik der Gottfried Wilhelm Leibniz Universität Hannover. Vollmer ist verheiratet und hat zwei Kinder.

## Veröffentlichungen (Auswahl)
- Heribert Vollmer: Komplexitätsklassen von Funktionen, Universität Würzburg, Dissertation, 1994
- Heribert Vollmer, Herbert Baier: Komplexitätstheorie – Maschinen und Operatoren, Cuvillier, Göttingen, 1997, ISBN 3-89588-821-4
- Heribert Vollmer: Introduction to circuit complexity : a uniform approach, Springer, 1999, ISBN 3-540-64310-9
- Heribert Vollmer: Some Aspects of the Computational Power of Boolean Circuits of Small Depth, Habilitationsschrift, 2000
- Heribert Vollmer, Nadia Creignou, Phokion G. Kolaitis: Complexity of Constraints, Springer, 2008, ISBN 978-3-540-92799-0
- Heribert Vollmer, Arne Meier: Komplexität von Algorithmen, Band 4, Lehmanns, 2015, ISBN 978-3-86541-761-9